# Medal Sił Powietrznych
Medal Sił Powietrznych (niderl. Luchtmachtmedaille) – holenderskie odznaczenie wojskowe.

## Historia
Odznaczenie zostało ustanowione dekretem Ministra Obrony nr 038/2005002663 z dnia 8 lipca 2005 roku, dla wyróżnienia oficerów i żołnierzy holenderskich Sił Powietrznych, za długoletnią służbę w jednostkach operacyjnych lotnictwa oraz udział w działaniach operacyjnych takich jednostek, zarówno w czasie ćwiczeń jak również w operacjach międzynarodowych.

## Zasady nadawania
Odznaczenie jest nadawane żołnierzom i oficerem Koninklijke Luchtmacht, według dekretu Ministra Obrony ustanawiającego to odznaczenie miało być ono nadawane:
- oficerom i żołnierzom holenderskich sił powietrznych, którzy przez co najmniej 300 dni uczestniczyli w operacjach lotniczych poza miejscem bazowania, a w szczególności:
  - uczestniczyli w ćwiczeniach taktycznych lotnictwa, zgodnie z kalendarzem tych ćwiczeń ustalonym przez dowódcę sił powietrznych
  - wykonywali loty operacyjne w ramach operacji pokojowych i humanitarnych ONZ i NATO, na obszarze tych działań
  - udzielali wsparcia powietrznego w ramach interesu publicznego lub w innych formach specjalnych ustalonych przez dowódcę sił powietrznych
- może być ono nadane także członkom Sił Powietrznych, którzy wykonywali zadania operacyjne na rzecz innych rodzajów sił zbrojnych, o ile zostaną one uznane przez dowódcę sił powietrznych za równorzędne z zadaniami lotnictwa.[2]

Odznaczenie nadawane jest jednorazowo.

## Opis odznaki
Odznaka medalu wykonana jest z metalu w kolorze brązu w postaci krążka o średnicy 35 mm.   
Na awersie znajduje się mapa półkuli zachodniej w środku której znajduje się godło holenderskiego lotnictwa – lecący albatros, nad którym znajduje się korona królewska.
Na rewersie odznaki znajduje się herb Holandii. 
Medal zawieszony jest na wstążce o szerokości 27 mm, w trzech kolorach, od prawej pasek ciemnoniebieski o szer. 9 mm, pomarańczowy szer. 3,5 mm, żółty szer. 2 mm, pomarańczowy szer. 3,5 mm i ciemnoniebieski szer. 9 mm.